# چمن، شهرستان فضولی
چمن (ترکی آذربایجانی: Çimən) یک منطقهٔ مسکونی در جمهوری آذربایجان است که در شهرستان فضولی واقع شده است.